# АП (дизель-поезд)
АП (автомотриса пригородная) — дизель-поезд (по классификации на время создания — двухвагонная автомотриса), построенный Калужским машиностроительным заводом по проекту Коломенского завода в середине 1930-х годов в единственном экземпляре. Может упоминаться вместе с порядковым номером (АП-1).

## История создания
Дизель-поезд АП спроектирован заводом после изготовления служебных автомотрис АС. Работы проводились под руководством профессора Я. М. Гаккеля. На этот раз планировалось создать комфортный дизельный подвижной состав для пассажиров, причём один вариант (который и был реализован) предназначался для пригородных перевозок, а другой (с тремя кузовами вагонов с опорой на четыре тележки, то есть поезд сочленённого типа с общими тележками) планировалось использовать на междугородных линиях.

## Общие сведения

### Назначение
Состав предназначался для использования на пригородных (в том числе неэлектрифицированных) линиях СССР. В частности, единственный построенный поезд АП-1 собирались эксплуатировать на Московско-Курской железной дороге.

### Составность
Построенный дизель-поезд состоял из двух вагонов. Один вагон включал дизель-генераторную установку (ДГУ) и опирался на пару двухосных тележек (приводную — с тяговыми электродвигателями на каждой оси — и поддерживающую). При этом на обоих его концах были кабины машиниста. Другой вагон также опирался на две двухосные тележки, но в данном случае обе тележки были поддерживающие. Этот вагон имел как минимум одну кабину машиниста. Таким образом, поезд состоял из моторного головного (Мг) и прицепного головного (Пг) вагонов (композиция Мг+Пг). Наличие кабин по обоим концам состава позволяло изменять направление движения поезда без перецепления вагонов. Такие особенности составности позволяют относить его к дизель-поездам.

### Нумерация и маркировка
Поезд АП построен в единственном экземпляре и получил порядковый номер 1. Этот номер нанесли на корпус вагона (на сохранившихся фотографиях он виден на вагоне Мг под лобовыми стёклами по центру кабины машиниста). Сведений о наличии этого номера на вагоне Пг не обнаружено, как и нет данных о маркировке с обозначением серии, приписки и тому подобного.

### Технические характеристики
Основные параметры дизель-поезда (источник, если не указано иное):
- составность — 2 вагона;
- композиция — Мг+Пг;
- осевая формула — 20-2+2-2 (UIC Bo'2'+2'2');
- размеры:
  - ширина колеи — 1520 мм;
  - длина вагона по кузову — 23 000 мм;
  - ширина вагона — 2904 мм;
  - высота вагона — 3486 мм;
  - диаметр колёс — 1050 мм;
- рабочая масса — 85 т;
- тяговые характеристики:
  - мощность по дизелю исходная / после замены — 460 л.с. (338 кВт) / 350 л.с. (257 кВт);
  - максимальное ускорение — 0,2 м/с²;
  - конструкционная скорость — 115 км/ч;
- запас хода без дозаправки, не менее — 700 км[2];
- запас топлива — 650 кг[2].

## Конструкция
Кузов каждого вагона был сварным и опирался на две двухосные тележки. Одна из тележек вагона Мп была приводной, где каждая ось приводилась в движение своим ТЭД типа ДПИ-150, которые также ставились на моторные вагоны Сд. Питание ТЭД осуществлялось от ДГУ, которая состояла из дизельного двигателя и тягового (или, по прошлой терминологии, главного) генератора. Дизельный двигатель изначально был восьмицилиндровым, с вертикальным расположением цилиндров и развивал при частоте вращения вала 1200 об/мин мощность 460 л.с. Генератор, изготовленный Харьковским электромеханическим заводом (ХЭМЗ), имел мощность 188 кВт. В качестве возбудителя тягового генератора применялась электрическая машина ПН-205 мощностью 12,5 кВт. ДГУ размещалась в кузове моторного вагона в машинном отделении, расположенном за кабиной машиниста. После того, как поезд был передан на Закавказскую железную дорогу, двигатель был заменён восьмицилиндровым форкамерным дизельным двигателем голландского завода Stork, имевшим диаметр цилиндров 185 мм, ход поршня 240 мм и развивавшим при частоте вращения вала 1000 об/мин мощность 350 л.с.; масса двигателя 3770 кг.
Пуск дизельного двигателя осуществлялся сжатым воздухом от мотор-компрессора СР-28 мощностью 4,8 кВт и производительностью 570 л/мин. Масляный, водяной и топливный насосы приводились в действие электродвигателями ПК-10. Питание всех этих электрических узлов до пуска ДГУ осуществлялось от щелочной аккумуляторной батареи ёмкостью 275 А•ч (с напряжением 60 В), а при работающей ДГУ — от зарядного агрегата мощностью 12,5 кВт. Поезд был оборудован автоматическими тормозами Кнорра, которые получали воздух от мотор-компрессора, а также ручными тормозами.
Нижняя часть вагонов была выкрашена в голубой цвет, а верхняя — в светло-жёлтый.
В пассажирских салонах были оборудованы буфет и багажное отделение. Для отопления в холодный сезон применялся водяной котёл. Данные по количеству мест для сидения отличаются от источника к источнику. В технической литературе указано общее число 146, в то время как в довоенном выпуске журнала «Техника — молодёжи» приводятся раздельные данные по вагонам: 54 для Мг и 88 для Пг (итого 142 места).

## Эксплуатация
Состав АП-1 не эксплуатировался до 1940 года, когда его подвергли некоторым доработкам. После доработок, в мае того же года его направили на Московский участок Западной железной дороги, где он совершил ряд поездок от Москвы до станции Кубинка. При этом скорость движения не превышала 100 км/ч. 7 октября 1940 года состоялся пробный пробег между станциями Бологое-Полоцкое и Великие Луки, во время которого зафиксирована средняя скорость 87,5 км/ч и максимальная скорость 120 км/ч. Расход топлива на 1 км пути составил 0,9 кг. Комиссия пришла к выводам, что ход был достаточно плавный, состав хорошо вписывался в кривые, агрегаты работали исправно. Таким образом, АП-1 признали годным для дальнейшей опытной эксплуатации.
Предполагалось открыть движение АП на Московско-Курской железной дороге, на линии Москва — Горький, поэтому АП-1 в конце 1940 года поступил в моторвагонное депо при станции Железнодорожная. Однако отдел электрификации дороги начал использовать его для перевозки материалов, топлива и тому подобного, то есть в хозяйственных нуждах. Далее АП-1 был передан на Закавказскую железную дорогу, после чего была произведена упомянутая выше замена двигателя. Данных по дальнейшим событиям, связанным с АП-1, не обнаружено.